# Момско-Черская область
Момско-Черская область — горная область, занимающая центральные районы Северо-Восточной Сибири.
В южной и западной частях области расположены цепи хребта Черского (2300—2600 м) и Тас-Кыстабыта (2100—2280 м), в северной — Селенняхский (1300—1400 м) и Момский хребты (2100—2500 м). Южные и северные хребты разделены Момо-Селенняхским понижением (300—700 м). На севере область отделяется от Яно-Индигирской низменности Полоусным кряжем (700—900 м). Также в пределах Момско-Черской области известны обширные и высоко поднятые плато (Томмотский массив, плато Улахан-Чистай) и крупные тектонические впадины с равнинно-холмистым рельефом (крупнейшей из которых является Момо-Селенняхское понижение).
Межгорные котловины и нижние части склонов заняты редкостойными лиственничными лесами. Большая часть территории области покрыта зарослями кедрового стланика.